# Huang Ting-ying
Pour les articles homonymes, voir Ting.
Huang Ting-ying, née le 29 mai 1990 à Kaohsiung, est une coureuse cycliste taïwanaise. Active sur route est sur piste, elle a été championne d'Asie sur route en 2015 et septuple championne d'Asie sur piste.

## Biographie
Huang Ting-ying concourt à ses débuts dans les disciplines du sprint sur piste. Elle remporte deux médailles d'argent sur le 500 mètres et la vitesse par équipes aux championnats du monde juniors de 2007. Elle est ensuite invitée à un camp d'entraînement de l'UCI en Suisse. De 2008 à 2012, elle participe régulièrement à la Coupe du monde sur piste et remporte plusieurs médailles aux championnats d'Asie.
À partir de 2013, elle se tourne de plus en plus vers les disciplines d'endurance sur piste et le cyclisme sur route. Avec quatre titres, elle est l'athlète la plus titrée des championnats d'Asie de 2015 ; outre la course sur route, elle gagne également la course aux points, le scratch et la poursuite individuelle sur piste. En mai 2016, elle acquiert une plus grande notoriété internationale en participant au Tour de l'île de Chongming avec son équipe nationale. Lors de cette course du calendrier World Tour, elle remporte deux des trois étapes et termine deuxième au classement général. Elle est ensuite recrutée par l'équipe italienne Servetto, avec laquelle elle participe au Tour d'Italie. Elle représente également son pays lors de la course sur route olympique de 2016, mais est disqualifiée après être restée accrochée la voiture de l'équipe.
Après la fin de son contrat en Italie, elle continue à concourir avec succès aux championnats et Jeux asiatiques sur piste et sur route, remportant le titre de championne d'Asie à huit reprises. La pandémie de COVID-19 marque un tournant dans sa carrière, car elle ne participe pratiquement à aucune compétition internationale pendant trois ans. 

## Palmarès sur piste

### Championnats du monde
- 2007
  -  Médaillée d'argent de la vitesse juniors
  -  Médaillée d'argent de la vitesse par équipes juniors
- Pruszków 2009
  - 16e du 500 mètres
  - Eliminée en seizième de finale de la vitesse
- Pruszków 2019
  - 20e de l'omnium
  - Abandon du scratch

### Jeux asiatiques
- Incheon 2014
  -  Médaillée de bronze de la vitesse par équipes
  -  Médaillée de bronze de la poursuite par équipes
- Jakarta 2018
  -  Médaillée d'argent de l'omnium
  -  Médaillée de bronze de la poursuite individuelle

### Championnats d'Asie
- Nara 2008
  -  Médaillée d'argent de la vitesse par équipes
  -  Médaillée de bronze du 500 mètres
  -  Médaillée de bronze de la vitesse
- Tenggarong 2009
  -  Médaillée d'argent de la vitesse par équipes
- Charjah 2010
  -  Médaillée d'argent de la vitesse par équipes
- Nakhon Ratchasima 2015
  -  Championne d'Asie de poursuite
  -  Championne d'Asie du scratch
  -  Championne d'Asie de la course aux points
- Izu 2016
  -  Championne d'Asie de poursuite
  -  Championne d'Asie de la course aux points
  -  Médaillée d'argent du scratch
- Nilai 2018
  -  Championne d'Asie du scratch
  -  Médaillée d'argent de la poursuite
  -  Médaillée de bronze de l'omnium
- Jakarta 2019
  -  Championne d'Asie du scratch
  -  Médaillée d'argent de la course aux points
  -  Médaillée d'argent de l'omnium
- Nilai 2023
  -  Médaillée de bronze de l'élimination
  -  Médaillée de bronze de l'omnium
- New Delhi 2024
  -  Médaillée de bronze de l'élimination

## Palmarès sur route
- 2013
  - 2e du Tour d'Okinawa
- 2015
  -  Championne d'Asie sur route
- 2016
  - Tour d'Okinawa
  - 1re et 3e étapes du Tour de l'île de Chongming
  - 2e du Tour de l'île de Chongming
- 2018
  -  Médaillée d'argent du championnat d'Asie sur route
  -  Médaillée d'argent du championnat d'Asie du contre-la-montre
- 2019
  -  Championne de Taïwan sur route
  -  Championne de Taïwan du contre-la-montre
  -  Médaillée de bronze du championnat d'Asie du contre-la-montre
- 2020
  -  Championne de Taïwan sur route
  -  Championne de Taïwan du contre-la-montre
- 2022
  -  Championne de Taïwan sur route
  -  Championne de Taïwan du contre-la-montre
- 2024
  -  Championne de Taïwan sur route
  -  Championne de Taïwan du contre-la-montre

### Classements mondiaux
| Année                                 | 2013 | 2014 | 2015 | 2016 | 2017 | 2018 | 2019 | 2020 | 2021 | 2022 | 2023 | 2024 |
| ------------------------------------- | ---- | ---- | ---- | ---- | ---- | ---- | ---- | ---- | ---- | ---- | ---- | ---- |
| Classement UCI                        | 92e  | 282e | 77e  | 47e  | 581e | 117e | 263e | nc   | nc   | nc   | 191e | 464e |
| UCI World Tour                        |      |      |      | 29e  | 186e | nc   | nc   | nc   | nc   | nc   | nc   | nc   |
|                                       |      |      |      |      |      |      |      |      |      |      |      |      |
| Légende : nc = non classéSource : UCI |      |      |      |      |      |      |      |      |      |      |      |      |